# Fuoco Negli Occhi
I Fuoco Negli Occhi sono un gruppo musicale hip hop italiano formato a Bologna.
Il gruppo è composto dagli MC Prosa Dario Duggento, Kyodo e Brain e dalla cantante Micha Soul, il gruppo si caratterizza per le sue origini variegate. Brain e Kyodo sono infatti due ragazzi bolognesi che fanno musica insieme dal 2000, mentre Prosa e la cantante Micha sono due fratelli originari di Bruxelles, per quanto di genitori italiani.

## Storia del gruppo

### Gli inizi
Brain e Kyodo sono attivi all'interno della scena bolognese fin dal 2000. Partecipano alle manifestazioni di freestyle locali e nazionali e fanno parte della crew Stratus Bolo, insieme al rapper della PMC Gianni KG, a Fadamat e al produttore italo-argentino Shablo. I due organizzano anche due eventi chiamati Atmosfera 051, all'interno del Livello 57, uno degli storici locali hip hop bolognesi. Kyodo parteciperà anche all'Hip Hop Kemp 2005, manifestazione internazionale che si tiene ogni anno vicino a Praga.
Prosa e Micha nascono invece a Bruxelles e sempre nel 2000 si avvicinano all'hip hop entrando nel Malefix Team, gruppo formato soprattutto da ragazzi di origine africana e maghrebina. Il gruppo comincia a farsi notare nelle radio locali e compare in numerosi mixtape di DJ francesi. Prosa lascia poi la città e si trasferisce a Bologna, dove stringe amicizia con Kyodo e Brain, creando i fondamenti per la formazione dei Fuoco Negli Occhi. Micha, da sempre interessata alla musica, dopo aver rinunciato a vari contratti discografici, che la volevano troppo pop, lascia l'Irlanda, dove viveva nel 2004 e raggiunge il fratello in Italia. Micha si è poi sposata con Brain.

### Graffi sul vetro
Nel 2006 il gruppo è definitivamente formato e l'etichetta romana La Grande Onda gli dà fiducia, producendo il loro primo disco, dal titolo Graffi sul vetro, distribuito dalla Self. Al progetto collaborano alcuni tra i migliori produttori italiani, DJ Shocca e Shablo tra gli altri.

### Full Immersione progetti solisti
A marzo 2008 esce il loro secondo lavoro, Full Immersion, album ricco di collaborazioni con artisti della scena italiana e internazionale, da cui le numerosissime (34) collaborazioni a livello di produzioni e featuring tra cui DJ Lugi, Shablo, DJ Shocca, Il Turco, Francesco Paura, MetroStars, ecc.. Full Immersion vede la nascita di una stretta collaborazione tra la crew e Specta, ex componente del gruppo francese Saian supa Crew, il quale è presente come rapper nel pezzo Showgun e produttore della strumentale del loro primo singolo Point break di cui uscirà, poco tempo dopo, il video. Il secondo singolo cambia atmosfera e si rivela Altamente infiammabile. Di questo nuovo singolo esce ad ottobre del 2008 il video.
Oltre a continuare ad esibirsi in diverse città italiane, i quattro componenti di FNO stanno portando avanti progetti diversi che li vedranno mettersi in gioco da "solisti", con BrainStorm il primo album ufficiale del componente dei FNO Brain uscito nel 2009 ricche di collaborazioni con artisti come Kiave e Il Lato Oscuro Della Costa e quello di Micha Soul Seven Soul Sins.

## Discografia
- 2006 – Graffi sul vetro
- 2008 – Full Immersion
- 2012 – Indelebile